# Franz Eisner
Franz Eisner (* 4. September 1895 in Berlin; † 16. Juni 1933 ebenda) war ein deutscher Bauingenieur.
Franz Eisner studierte von 1913 bis 1919 Bauingenieurwesen an der TH Berlin und wurde dann Regierungsbauführer. 1923 legte er die zweite Staatsprüfung ab und wurde wissenschaftlicher Mitarbeiter der Preußischen Versuchsanstalt für Wasserbau und Schiffbau. Er arbeitete zunächst auf dem Gebiet der Statik von Stahlkonstruktionen, wandte er sich bald der Hydraulik zu. Er führte Druckmessungen an umströmten Zylindern durch und untersuchte Ähnlichkeitsgesetze im hydraulischen Versuchswesen.
1928 promovierte er an der TH Berlin mit einer Arbeit über die Widerstandsmessungen an umströmten Zylindern von Kreis- und Brückenpfeilerquerschnitten. Noch im selben Jahr habilitierte er sich und wurde zusätzlich Privatdozent für Hydromechanik an der TH Berlin. Seine letzten Untersuchungen galten Überfallen in verschiedenen Modellgrößen.
Nach der so genannten Machtübernahme wurden bereits im Mai 1933 an der Technischen Hochschule 32 Dozenten aus rassistischen Gründen beurlaubt. Für den Dozenten Eisner setzten sich Studierende per Petition ein. Nachdem auch diese Petition keinen Erfolg hatte, schied Eisner freiwillig aus dem Leben.

## Veröffentlichungen
- Offene Gerinne; Band 4 von Handbuch der Experimental Physik; 1932
- mit Sigmund Erk: Rohre, offene Gerinne, Zähigkeit; 1932

## Belege
1. ↑  Die aus rassistischen und politischen Gründen von der Technischen Hochschule Berlin vertriebenen Wissenschaftler. Online auf an-morgen-denken.de.
2. ↑  Carina Baganz: Diskriminierung, Ausgrenzung, Vertreibung. Die Technische Hochschule Berlin während des Nationalsozialismus. Innenansichten. Metropol-Verlag, Berlin 2013, ISBN 978-3-86331-130-8, S. 6. Rezension online auf Hochschulzeitschrift TU Intern 7/2013 vom 26. Juli 2013.

| Personendaten    | Personendaten          |
| ---------------- | ---------------------- |
| NAME             | Eisner, Franz          |
| KURZBESCHREIBUNG | deutscher Bauingenieur |
| GEBURTSDATUM     | 4. September 1895      |
| GEBURTSORT       | Berlin                 |
| STERBEDATUM      | 16. Juni 1933          |
| STERBEORT        | Berlin                 |